# 尾州電気
尾州電気株式会社（びしゅうでんき かぶしきがいしゃ）は、明治末期から大正時代にかけて現在の愛知県津島市・一宮市に存在した電力会社兼ガス会社である。尾州電気は末期3年間の社名で、一宮瓦斯株式会社（いちのみやガス）と称した期間が長い。
1909年（明治42年）に一宮のガス会社として設立・開業。次いで津島でもガス事業を始め、1914年（大正3年）より津島地区において電気事業も開業して電気・ガス兼営となった。1922年（大正11年）に周辺事業者の統合を進める東邦電力へと合併され、電気事業は同社に、ガス事業はガス専業の東邦ガスへとそれぞれ引き継がれた。

## 沿革

### 一宮瓦斯設立

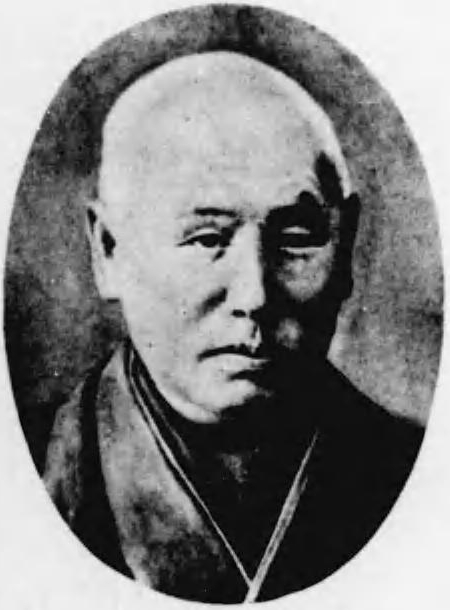
初代社長奥田正香

1889年（明治22年）、中部地方で最初の電気事業者として名古屋市に名古屋電灯が開業した。以後、同地方では主要都市に次々と電気事業が起業されていく。また1907年（明治40年）に名古屋瓦斯（東邦ガスの前身）も開業し、名古屋市では都市ガス供給も始まった。この時代の都市ガスの用途はガス灯が主力であったことから、ガス事業は灯火供給という点で電気事業と競合関係にあった。
愛知県西部の中島郡一宮町（1921年9月市制施行し一宮市となる）において電気事業の計画が出現したのは1903年（明治36年）のことである。だがこの段階では採算が合わないとして実現せず、灯火供給はガス事業が先んじて開業することになった。この一宮におけるガス事業起業は名古屋瓦斯の関与によるものである。名古屋瓦斯は全国的なガス事業興隆の波に乗って大正時代初頭までの間に名古屋周辺都市を中心に西日本各地でガス事業起業に次々と参画していくが、その第一号となったのが一宮での事業であった。起業手続きとしてまず1909年（明治42年）2月5日、「一宮瓦斯株式会社」発起人に対し愛知県よりガス事業経営の許可が下りた。発起人は名古屋の奥田正香（名古屋瓦斯社長）・井上茂兵衛（同常務）、一宮の有力者佐分慎一郎（元一宮町長）・土川弥七郎（油商・元県会議員）・森巌（現職一宮町長）らで、1909年4月10日をもって会社設立に至った。
設立時における一宮瓦斯の資本金は30万円。取締役には奥田正香・井上茂兵衛・佐分慎一郎・土川弥七郎・林利左衛門（絹糸綿糸商・元一宮町助役）、監査役には上遠野富之助（名古屋瓦斯監査役）・豊島半七（綿糸商）が就き、その中から奥田が初代社長、佐分が初代常務に選ばれた。また本店を一宮町大字一宮字東蜂ヶ尻に構えた。同地はガス工場の所在地でもある。設立4か月後の1909年8月26日、一宮瓦斯は開業し、一宮町内のうち大門中町・伝馬町などの約250戸にガス灯を点火した。石油ランプ全盛期の一宮に登場したガス灯は町民に歓迎され、会社の業績は好調であった。

### 津島瓦斯の合併
1910年（明治43年）1月13日、海東郡津島町（1913年より海部郡津島町、現・津島市）において津島瓦斯株式会社の創立総会が開かれた。これも名古屋瓦斯が起業に参画したガス会社の一つで、取締役社長は奥田正香が兼ねている。奥田以外の取締役は名古屋側から山田才吉（名古屋瓦斯常務）、津島側から友松信治郎・渡辺雅彦・加藤喜右衛門が就き、その中から友松が初代常務に選ばれている。また監査役には佐分慎一郎も名を連ねる。資本金は20万円で、本店は津島町大字津島字川原毛坪に置かれた。開業時期は不詳。
翌1911年（明治44年）3月29日、一宮瓦斯・津島瓦斯はそれぞれ臨時株主総会を開き両社の合併を決議した。合併は同年6月1日付で実施され、存続会社の一宮瓦斯は資本金を50万円としている。合併時、需要家数は一宮瓦斯が869戸、津島瓦斯が567戸であった。この統合に関連し、名古屋瓦斯系列のガス会社知多瓦斯・豊橋瓦斯・浜松瓦斯（いずれも1909・10年設立で、奥田正香が社長兼任）を含めた計5社を名古屋瓦斯へ統合するという構想もあったが、こちらは実現していない。
1912年（明治45年）、一宮瓦斯起業に加わっていた土川弥七郎・佐分慎一郎・森巌・豊島半七らにより電気事業を目的とする一宮電気株式会社が設立された。初代社長は土川が務めている。1912年（大正元年）12月、一宮電気は一宮町内での配電を開始。翌1913年（大正2年）2月から近隣の中島郡奥町・起町でも開業するなど、事業を順次拡張していく。一宮電気の開業すなわち電灯の出現をうけて一宮瓦斯では供給区域拡大という打開策を立て、1913年5月より一宮と津島を結ぶ巡見街道へのガス管埋設工事に着手し、11月までに完成させて中島郡萩原町・祖父江町でのガス供給を開始した。
名古屋瓦斯では1913年10月に奥田正香が実業界引退を宣言して取締役社長を辞任したため、翌年1月社長井上茂兵衛・常務岡本桜という新体制が発足した。奥田は一宮瓦斯においても1913年中に社長を辞任し、次いで佐分慎一郎も常務を辞したため、取締役会長井上茂兵衛・常務取締役友松信治郎という経営陣に代わっている。

### 津島での電気事業開業
津島町でも一宮と同様、ガス事業開業後に電気事業の起業がなされた。まず1912年2月19日、津島電気株式会社が津島町を供給区域とする電気事業経営許可を取得する。津島電気は同年9月12日付で資本金10万円にて津島町に設立された。役員は旧津島瓦斯と共通しており、奥田・友松・佐分の3名が取締役を務めている。1か月後の10月2日、一宮瓦斯は臨時株主総会を開き津島電気の合併を決議。翌1913年（大正2年）3月1日付で合併を実行し、資本金を60万円とした。
津島電気合併ののち一宮瓦斯は電気工事に着手し、津島のガス工場（津島分工場）に発電所を置いて1914年（大正3年）8月1日電灯を点灯した。逓信省の資料によると、電気事業の開業日は翌2日である。当初の供給範囲は海部郡津島町・佐織村（現・愛西市）・美和村（現・あま市）と中島郡平和村（現・稲沢市）の計4町村。このうち佐織村の資料によると、1914年8月の段階で電灯を付けた村内の集落は彦作・根高・勝幡の3つだけで、他地区の配電は1919年（大正8年）以降と遅い。また開業当初の電源は出力40キロワットの火力発電所であり、主要設備は蒸気機関と大阪電灯製三相交流発電機（周波数60ヘルツ）からなった。開業1年後の1915年（大正4年）6月26日、社名を一宮瓦斯から尾州瓦斯電気株式会社へと変更。同年10月20日には美和村木田の開閉所を通じた名古屋電灯からの受電（受電高30キロワット）を開始した。
1916年（大正5年）に入ると大戦景気の影響を受けて都市ガス（当時は石炭ガス）の原料となる石炭の価格が高騰しはじめる。1917年（大正6年）になると炭価騰貴で全国のガス会社は軒並み経営難に陥り、小規模事業者には廃業を選ぶものまで現れた。尾州瓦斯電気では兼営の電気事業でガス事業の不振を補ったものの、1917年11月、津島分工場の改築を待って萩原・祖父江など巡見街道沿道でのガス供給を停止した。巡見街道のガス管は掘り起こした上で売却したが、当時鉄鋼価格も暴騰していたため、特別配当込みで1.5倍増の配当を出せるほどの売却益を得ている。その後は電気事業に重きを置いた経営に転換し、1918年（大正7年）6月26日、本店を一宮町から津島町大字津島へと移転。翌1919年6月27日には社名から「瓦斯」を除いて尾州電気株式会社へと改称した。
津島町周辺地域では、1919年1月より南隣の海部郡佐屋村（初めは大字佐屋・須依）への配電を開始。1920年（大正9年）2月には佐織村に隣接する八開村の二子地区と点灯契約を結び、年内に配電を始めた。供給区域の東端にあたる七宝村では1919年沖之島でまず配電を始め、1921年（大正10年）にかけて村内全域に拡大している。

### 東邦電力への合併

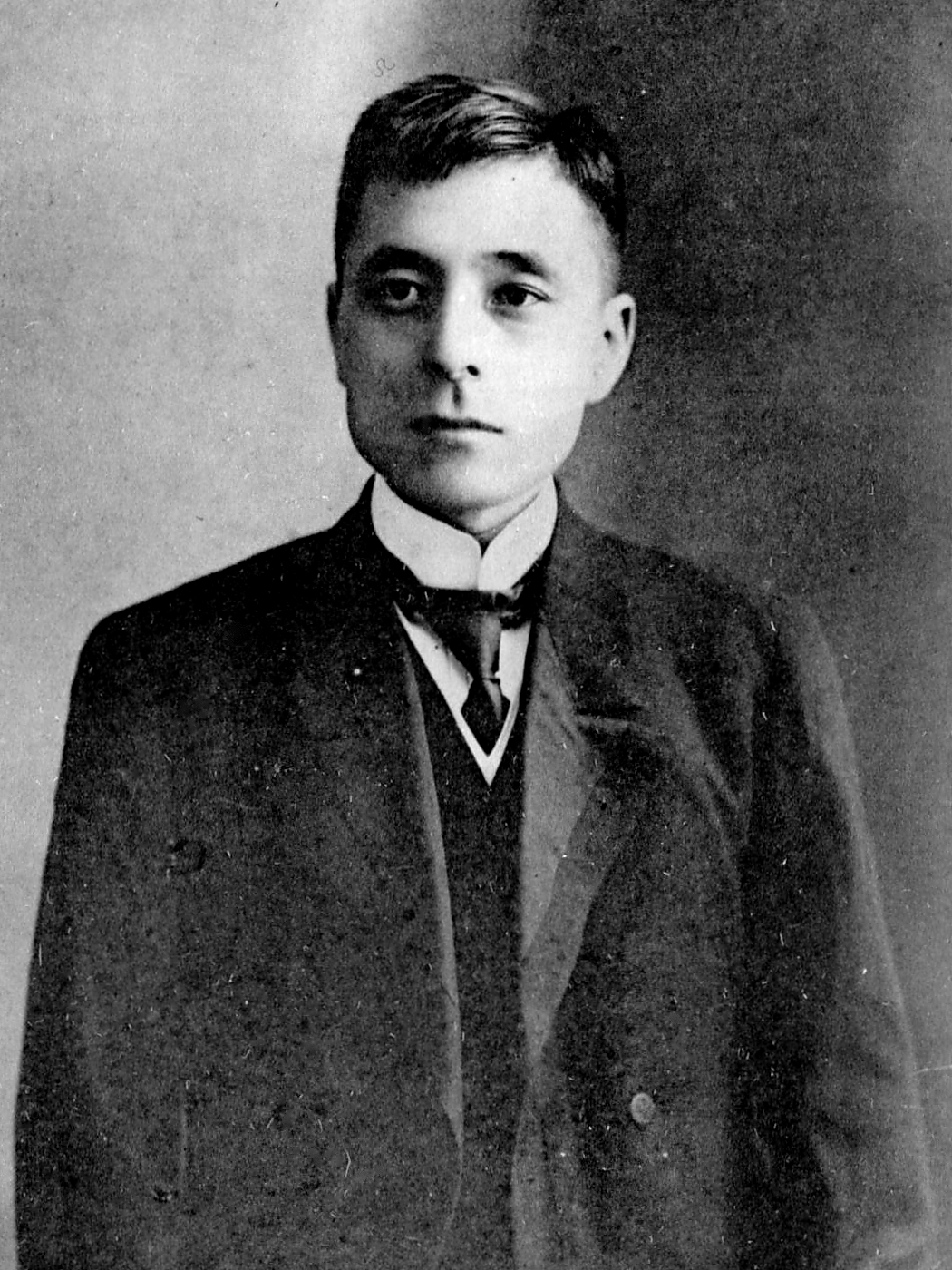
名古屋電灯社長福澤桃介

尾州電気への社名変更に続き、1919年9月12日、名古屋市所在の名古屋電機株式会社を合併した。合併に伴う増資は60万円。吸収した名古屋電機は電気器具の製造販売や電気工事を目的として資本金60万円をもって6月7日付で設立されたばかりであった。名古屋電機の取締役は角田正喬（名古屋電灯取締役）・神谷卓男（同上）・青木義雄（名古屋電灯支配人）の3名で、このうち神谷と青木が合併時に尾州電気の取締役に加えられている。名古屋電灯との関係は電源方面でも動きがあり、翌1920年6月、名古屋と富田（三重県）を結ぶ名古屋電灯富田送電線から分岐し尾州電気とを繋ぐ送電線が完成した。名古屋電灯からの受電高は1921年（大正10年）6月時点では430キロワットであり、この段階では自社発電所を含めて他に電源を持っていない。
1921年6月、名古屋瓦斯では井上茂兵衛が社長を辞任して常務の岡本桜が社長に昇格した。尾州電気でも異動があり、同月時点では友松信治郎が社長を務めている（常務は不在）。
1920年代に入ると中京地方では名古屋電灯が急速に事業規模を拡大していた。1920年から翌年8月にかけて同社が合併した電力会社は一宮電気のほか岐阜電気・豊橋電気・板取川電気など愛知・岐阜両県にまたがる計6社にのぼる。さらに1921年10月には奈良県の関西水力電気と合併し関西電気へと発展する。この関西電気も合併路線を進み、1922年6月にかけて8社の周辺電気事業者と九州の九州電灯鉄道を合併した。尾州電気もこの時期に関西電気へ吸収された会社の一つであり、1922年（大正11年）1月12日に臨時株主総会を開いて関西電気との合併とこれに伴う会社解散を決議した。
関西電気と尾州電気の合併条件は、存続会社の関西電気が78万円を増資し、その新株1万5600株（25円払込）と解散手当3万1000円を解散する尾州電気側に交付する、というものである。ただし当時尾州電気の総株数2万4000株（1株25円払込）のうち1万2000株を関西電気が所有しており、この分は合併と同時に消却するものとされた。尾州電気の合併決議と同日、関西電気でも臨時株主総会が開かれ、尾州電気と九州電灯鉄道・北勢電気・時水力電気・愛岐電気興業・八幡水力電気の計6社を合併する旨が決議された。合併決議から4か月後の1922年5月11日、逓信省から関西電気と尾州電気の合併が認可される。同年6月26日には関西電気で合併報告総会が開催されて合併手続きが完了し、同日をもって尾州電気は解散した。
尾州電気を合併した関西電気は、合併で供給区域が中京・関西・九州に拡大したことを踏まえて合併と同日付で東邦電力へと改称した。また東邦電力成立の過程で吸収していた名古屋瓦斯の事業を元に同日付で子会社東邦瓦斯（東邦ガス）を設立する。この東邦ガスに対しては1年後の1923年（大正12年）4月1日付で旧尾州電気が経営していた一宮市・津島町のガス事業も東邦電力から譲渡された。しかし一宮市での供給が継続された一方で津島町での供給は採算が取れず同年9月15日に廃止されている。

### 年表
- 1909年（明治42年）
  - 2月5日 - 一宮瓦斯発起人に対し愛知県よりガス事業経営許可[11]。
  - 4月10日 - 一宮瓦斯株式会社設立。資本金30万円、本店中島郡一宮町大字一宮字東蜂ヶ尻1番地[2]。
  - 8月26日 - 一宮瓦斯のガス事業開業[19]。
- 1911年（明治44年）
  - 1月13日 - 海部郡津島町に津島瓦斯株式会社設立[22]。
  - 6月1日 - 一宮瓦斯は津島瓦斯を合併。資本金50万円となる[24]。
- 1912年（大正元年）
  - 9月12日 - 津島町に津島電気株式会社設立[30]。
- 1913年（大正2年）
  - 3月1日 - 一宮瓦斯は津島電気を合併[31]。資本金60万円となる[24]。
- 1914年（大正3年）
  - 8月2日 - 津島町にて電気事業開業[33]。
- 1915年（大正4年）
  - 6月26日 - 尾州瓦斯電気株式会社に社名変更[36]。
  - 10月20日 - 名古屋電灯からの受電を開始[39]。
- 1918年（大正7年）
  - 6月26日 - 本店を津島町大字津島字川原毛坪ハノ割296番地へ移転[41]。
- 1919年（大正8年）
  - 6月27日 - 尾州電気株式会社に社名変更[42]。
  - 9月12日 - 名古屋電機株式会社を合併、資本金120万円となる[46]。
- 1922年（大正11年）
  - 1月12日 - 株主総会にて関西電気株式会社との合併を決議[55]。
  - 5月11日 - 逓信省より関西電気との合併認可[56]。
  - 6月26日 - 関西電気との合併により尾州電気解散[3]。関西電気は東邦電力へ改称[58]。
- 1923年（大正12年）
  - 4月1日 - 東邦電力は一宮市・津島町におけるガス事業を東邦ガスへ譲渡[60]。
  - 9月15日 - 津島町でのガス供給廃止[60]。

## 供給区域

### 電気
東邦電力との合併前年、1921年（大正10年）6月末時点における電灯・電力供給区域は以下の2町13村であった。
| 愛知県 | 海部郡 （2町11村） | 津島町・神守村（現・津島市）、永和村（現・津島市ほか）、 佐屋村・佐織村・立田村・八開村（現・愛西市）、 弥富町・鍋田村・十四山村（現・弥富市）、市江村（現・弥富市・愛西市）、 美和村・七宝村（現・あま市） |
| 愛知県 | 中島郡 （1村）     | 平和村（現・稲沢市） |
| 三重県 | 桑名郡 （1村）     | 木曽岬村（現・木曽岬町） |

逓信省の統計によると、1921年11月末時点における供給成績は電灯供給が需要家数1万476戸・取付灯数2万1356灯、電力供給が電動機104台・計429.3馬力とその他電力装置2台・計0.6キロワットの合計320.8キロワットであった。なお佐織村所在の東洋紡績津島工場は名古屋電灯（関西電気）の需要家であり、1921年3月より同社が直接送電していた。同年末時点での工場への供給高は330キロワットである。
なお、東邦電力時代の1923年末時点においては上記区域のうち海部郡十四山村と桑名郡木曽岬村は全域が供給区域から外れており、海部郡飛島村と鍋田村の大部分（大字森津・鎌島新田以外の地域）を加えた4村で海部岬電気という飛島村所在の小事業者の供給区域に入っている。海部岬電気は翌1924年（大正13年）7月1日に開業した。

### ガス
ガス供給区域は愛知県一宮市および海部郡津島町であり、1921年3月末時点で需要家数957戸に対し灯火孔口数4591個・熱用孔口1481個にガスエンジン10基を取り付けていた。